# Melanosis pustulosa neonatal transitoria

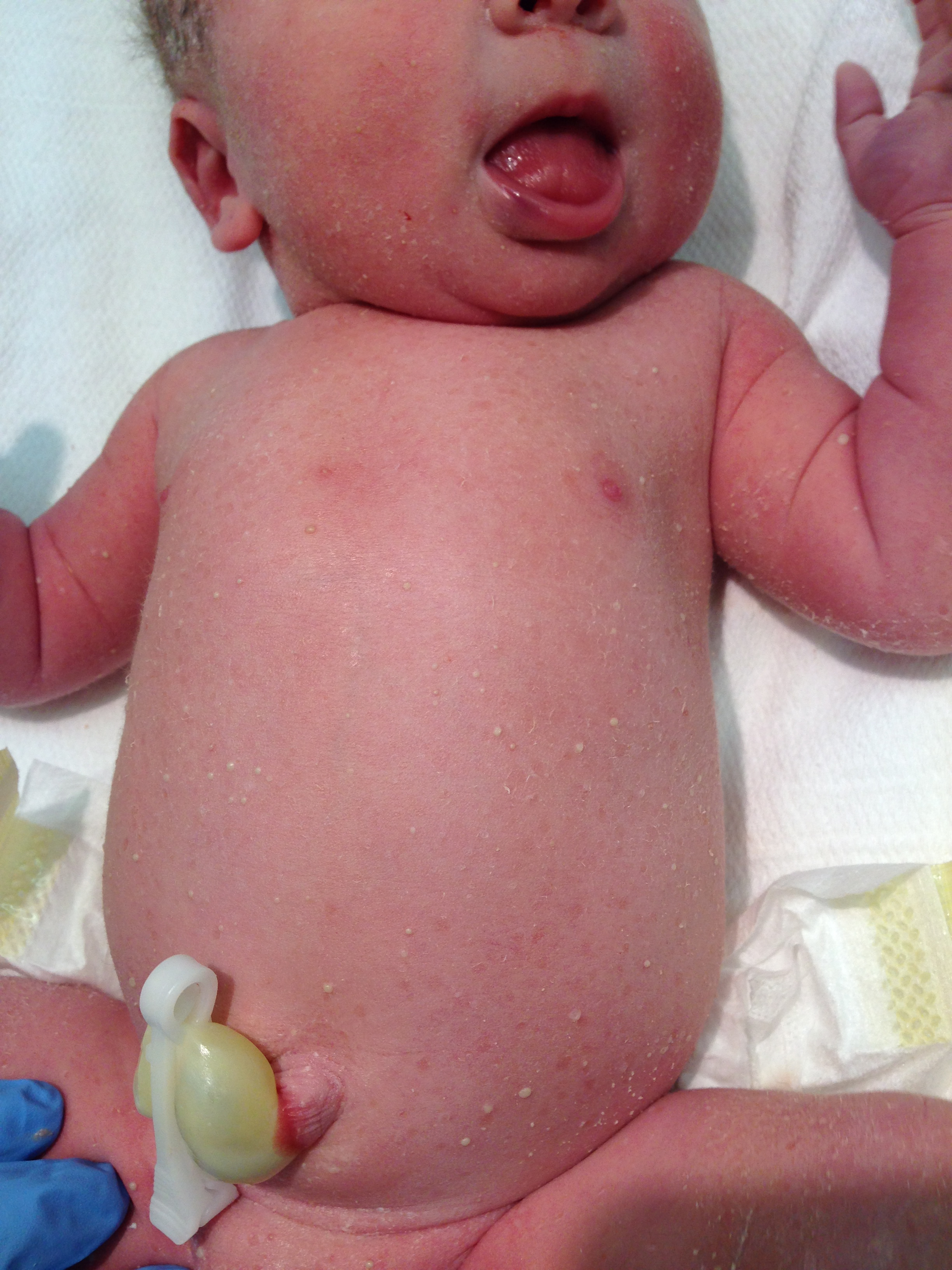
Melanosis pustulosa neonatal transitoria

La melanosis pustulosa neonatal transitoria es una enfermedad benigna descrita en 1976 por Ramamurthy y cols. que se manifiesta desde el nacimiento en el 5 % de los recién nacidos de raza negra y en el 1% de los de raza blanca.

## Causa
La causa es desconocida. La tinción con Wright de la extensión del contenido de las pústulas muestra un número variable de polimorfonucleares con pocos o ningún eosinófilo y el cultivo es negativo.

## Clínica
Las lesiones características son pequeñas pústulas superficiales que se rompen con facilidad, dejando un collarete de escama fina y máculas hiperpigmentadas. Las lesiones pueden ser escasas o numerosas afectando a cualquier parte de la superficie cutánea incluidas palmas, plantas y cuero cabelludo. Las pústulas perduran 48 horas pero las máculas pueden persistir varios meses.

## Tratamiento
No es necesario ningún tratamiento. Es un trastorno asintomático y autolimitado.